# Jonas Blue
Guy James Robin (Essex; 2 de agosto de 1989), conocido por su nombre artístico Jonas Blue, es un DJ, remezclador y productor discográfico británico. Su sencillo «Fast Car» en colaboración con Dakota, una nueva versión de la canción de Tracy Chapman, lanzó su carrera a nivel internacional a principios de 2016. Se situó entre los diez principales sencillos en las listas de popularidades musicales en más de doce países, incluyendo Australia, Alemania, Suecia y Reino Unido. En este último se posicionó más alto en la lista de sencillos que la canción original, y gracias a su notoriedad fue nominado al Premio Brit por sencillo y vídeo británico en su edición de 2017. Su siguiente sencillo, «Perfect Strangers», con la participación vocal de JP Cooper, fue otro éxito en las listas de popularidades musicales en Europa y Oceanía en 2016, al igual que «By Your Side» con Raye.

## Biografía

### Primeros años
Nació el 2 de agosto de 1989 en Essex, como Guy James Robin. Se crio en su ciudad natal junto con su hermana menor en el seno de una familia con gran afición por la música, con un padre amante del soul, funk y disco, y una madre entusiasta de la música pop, y en participar de la banda ABBA y de Tracy Chapman, una artista con gran popularidad para aquel entonces a la que prestaba mucha atención cuando ponían en casa, en los viajes largos en automóvil y sonaba en la radio. Especialmente, se aficionó con su exitoso sencillo «Fast Car» de finales de los años 80 que también era la canción favorita de su madre.
Con siete u ocho años, empezó a entrenarse de forma autodidacta en el piano, además de recibir clases de flauta y el saxofón; aunque en los años siguientes se mostró reacio a tocar algún instrumento, a excepción del piano, que consideró el más esencial para cuando lanzara su carrera musical. Se inició como disyóquey entre los once y trece años, al tiempo que abandonaba la escuela debido a sus largas jornadas de trabajo nocturna. A partir de ese entonces, además, empezó a producir su propia música después de obtener un software de creación musical, y con el propósito de financiar su carrera y para comprar sus equipos de grabación, tuvo varios trabajos incluyendo un empleo en una tienda de discos, donde reconoce que tuvo la oportunidad de ampliar su experiencia musical. Para cuando tenía entre diecisiete y dieciocho años realizaba actuaciones en clubes locales con capacidades de entre quinientas y setecientas personas, en los que en varias oportunidades coincidió con Sam Smith. Sus oportunidades de empleo en la industria fueron ampliándose poco a poco, y trabajó tras bastidores para varios artistas como Harry Shotta y Rochelle Perts. Adoptó el nombre artístico de «Jonas Blue», con la ayuda de su mánager, ya que según él hacía juego con los diferentes estilos de música que estaba produciendo en ese entonces, que describía como un sonido muy singular.
Cuando Blue se estrenó como DJ, tuvo la intención de producir una nueva versión de «Fast Car» para incluirla en el repertorio de sus actuaciones. Sin embargo, por un largo tiempo le faltó la inspiración y esa idea además le causaba ansiedad, al tratarse de una canción clásica exitosa. No obstante, a finales de agosto de 2015, mientras estaba reunido con varios amigos, le surgieron de forma espontánea todos los sonidos que quería usar en su versión de «Fast Car» e ingresó de inmediato al estudio para grabar el instrumental de la canción. Con la idea de que conservara la esencia de la canción original, realizó los arreglos basándose en la misma clave para que fuera cantada por una vocalista con un tono grave como el de Chapman, que es un tipo de voz muy difícil de encontrar en artistas femeninos, comentó el mismo Blue. Sin embargo, al poco tiempo descubrió a Dakota, una cantante con una voz grave en un espectáculo musical en acústico en un bar al este de Londres que captó su atención y le propuso participar como vocalista en su versión de «Fast Car». Dakota al principio tenía dudas, porque nunca había cantado música de baile; sin embargo, luego decidió grabar las voces para el tema. Más tarde, en ese mismo año, se firmó un contrato de grabación con los sellos discográficos Virgin EMI y Positiva, y luego en 2016 con Capitol para la distribución de sus obras mundialmente.

### Ascenso a la fama
A fines de 2015, Blue estrenó su versión de «Fast Car» como el primer sencillo de su álbum debut y entró en el puesto 2 en la lista de sencillos británica, detrás de «Pillowtalk» de Zayn, de manera que se posicionó más alto en el listado que la canción original de Tracy Chapman, que alcanzó la cuarta posición. «Fast Car» pasó once semanas consecutivas entre las diez primeras posiciones del listado musical de Reino Unido y fue un gran éxito comercial durante 2016, año en el que figuró como la décima tercera canción superventas en ese país. Superó los novecientos mil ejemplares vendidos entre descargas digitales y streaming, y gracias a su éxito recibió la certificación de platino de la British Phonographic Industry (BPI) y fue nominado al Premio Brit en las categorías sencillo y vídeo británico.
 La canción también fue un éxito en la mayoría de los listados musicales mundialmente, situándose entre las diez principales en Alemania, Austria, Bélgica, Finlandia, Hungría, Irlanda y Suecia, y alcanzó la posición número 1 en la lista de sencillos de Australia y la 3 en Nueva Zelanda, con ventas altas en ambos países. Particularmente en Australia, vendió doscientos ochenta mil ejemplares y consiguió la certificación de cuádruple platino de la ARIA, el organismo certificador discográfico australiano. «Fast Car» también tuvo popularidad en Estados Unidos, donde vendió medio millón de copias y obtuvo la certificación de oro de la Recording Industry Association of America (RIAA). Se situó en la posición 1 del Dance Club Songs y entre las 10 principales en la lista de canciones de baile y electrónica de Billboard. Además, pasó a ser el primer tema de Blue que entró en la Billboard Hot 100. Sus ventas en todo el mundo, a fecha de octubre de 2016, superaban las cinco millones de copias.
Después de haber terminado la producción de «Fast Car» en 2015, Blue escribió la progresión de acordes para su segundo sencillo y seguidamente empezó a buscar un artista que pudiese escribir letra e interpretarla. Con el paso del tiempo, su mánager en una reunión con los agentes de Island Records en 2016, habló sobre el propósito de Blue con la canción y estos le comentaron que JP Cooper era un buen candidato para trabajar en el tema, a lo que él accedió y les entregó la versión instrumental. Semanas después, los agentes reenviaron una versión aproximada de la canción que, de acuerdo con Blue tenía una melodía encantadora. Posteriormente, cuando regresó a Londres de una gira musical, contactó a Cooper y culminaron la letra de la canción que titularon «Perfect Strangers», para la cual Cooper además prestó su voz. Luego de producida, Blue la estrenó a principios de junio de 2016 como su segundo sencillo y, tuvo éxito ventas y en listas de popularidad en varios países, como Reino Unido, donde ingresó en la posición 2 del listado de sencillos, de igual forma que «Fast Car». La canción figuró como una de las más populares del verano de 2016 en su patria, y terminó el año como una de las canciones con más éxito en ventas, y le valió al artista su segunda certificación de platino de la BPI. En Australia se situó entre las diez primeras posiciones en la lista musical y logró excelentes ventas, por lo que recibió el premio de doble platino de la ARIA. En septiembre, Blue contó con el apoyo de MTV al aparecer en sus comerciales de televisión y en publicidad en línea como uno de los artistas en ascenso más notorios del año, y seguidamente fue nominado al mejor artista push en los MTV European Music Awards 2016. A finales de octubre, Blue publicó «By Your Side», que cuenta con la participación vocal de Raye, y pasó a ser otro éxito en Reino Unido, donde alcanzó el puesto 15 en el listado musical y fue certificado plata por la BPI. También tuvo cierta popularidad en Australia, tras ingresar en las 40 principales.
Durante parte de 2016, Blue estuvo embarcado en una gira de conciertos por su patria y también actuó por otros países de Europa, América del Norte, Oceanía y Asia, presentando sus canciones en ciudades como Nueva York, Dubái, Ciudad de México, Montreal y en la isla de Ibiza. Entre finales de 2016 y comienzos de 2017, actuó por primera vez en Brasil con seis espectáculos.

## Discografía
- Blue (2018)

## Premios y nominaciones
| Año  | Premio                  | Trabajo    | Categoría                  | Resultado |
| ---- | ----------------------- | ---------- | -------------------------- | --------- |
| 2016 | MTV Europe Music Awards | El Mismo   | Best Push Act              | Nominado  |
| 2017 | Brit Awards             | "Fast Car" | Sencillo Británico del Año | Nominado  |
| 2017 | Brit Awards             | "Fast Car" | Video Británico            | Eliminado |